# Viva! La Woman
Viva! La Woman is het debuutalbum van de Japanse groep Cibo Matto.

## Tracklist
1. Apple 4:01
2. Beef Jerky 2:28
3. Sugar Water 4:29
4. White Pepper Ice Cream 5:10
5. Birthday Cake 3:15
6. Know Your Chicken 4:21
7. Theme 10:49
8. The candy man 3:11
9. Le Pain Perdu 3:29
10. Artichoke 6:41
11. Untitled 0:18